# خوان خوسيه دياز إينفانت نونيز
خوان خوسيه دياز إينفانت نونيز (بالإسبانية: Juan José Díaz Infante Núñez)‏ هو مهندس معماري وأستاذ جامعي مكسيكي، ولد في 24 يونيو 1936 في مدينة مكسيكو في المكسيك، وتوفي بنفس المكان في 12 يونيو 2012.